# Bárbara Santa-Cruz
Bárbara Santa-Cruz (Madrid, 9 de junio de 1983) es una actriz española de cine, teatro y televisión.

## Biografía
Nieta del poeta y premio Cervantes José García Nieto. Formada en el estudio de Juan Carlos Corazza con varios maestros entre los que destaca Manuel Morón y licenciada en comunicación audiovisual, Bárbara comenzó su andadura en el cine de la mano de Alauda Ruiz de Azúa con Clases particulares cortometraje que protagonizó junto a Álex García Fernández y por el que ganó numerosos premios en Festivales, entre ellos el de Versión Española-AISGE.
Desde entonces, ha trabajado con algunos de los directores más prestigiosos de este país. Encarnó a la novia de Gorka Otxoa en Pagafantas de Borja Cobeaga, que volvió a llamarla para aparecer en No controles, su segunda película. También ha trabajado con Pedro Almodóvar en Los amantes pasajeros y con Javier Ruiz Caldera en 3 bodas de más, personaje que le valió una nominación a mejor actriz secundaria en los premios Premios Feroz, que otorga la prensa cinematográfica.
Bárbara también es conocida por su participación en cintas independientes de éxito como Barcelona, noche de verano y Barcelona, noche de invierno dirigidas por Dani de la Orden y producidas por Kike Maíllo, Bernat Saumell, José Corbacho y Andreu Buenafuente; donde interpretó a Laura, una madrileña que vive en Barcelona junto a su pareja Carles (Miki Esparbé). También ha participado en Ilusión de Daniel Castro, que ganó 3 Biznagas de Zonazine en el Festival de Málaga de Cine Español 2013.
Durante el año 2012 formó parte del reparto habitual de la serie de sobremesa Amar en tiempos revueltos de Televisión Española donde interpretó a Aurelia, una mecanógrafa, en la séptima temporada de la serie. Ese año también participó en la miniserie Mi gitana, un biopic sobre la vida de la cantante Isabel Pantoja.
En 2014 se incorporó como personaje fijo en la serie de Telecinco El Príncipe, donde interpretó a Asun, una enfermera del hospital de Ceuta durante la primera temporada. También se unió al reparto principal de la serie de Antena 3 Vive Cantando, donde se puso en la piel de Elena, una abogada que vuelve al barrio donde creció. También estrenó Sexo Fácil, películas tristes de Alejo Flah, en la que comparte reparto con Marta Etura, Ernesto Alterio y repite con Quim Gutiérrez y Carlos Areces con los que coincidió en 3 bodas de más y Los amantes pasajeros respectivamente.
En 2015 fue la presentadora de la segunda edición de los Premios Feroz.
En 2016 protagonizó la serie de Antena 3 Buscando el Norte interpretando a Flor, una española afincada en Berlín junto a su marido (Fele Martínez) y su hija.
En televisión también ha participado en La familia Mata; Mesa para cinco, Inquilinos y Hay alguien ahí entre otras. Bárbara también ha colaborado en repetidas ocasiones con los creadores de Muchachada Nui, apareciendo en Museo Coconut y la aún pendiente de estreno Retorno a Liliford. En teatro ha trabajado bajo las órdenes Leticia Dolera, Borja Crespo, Paco Caballero, Borja Cobeaga de su profesor Juan Carlos Corazza en Platonov, de Antón Chéjov

## Filmografía

### Televisión
- Museo Coconut (2010)
- Mi gitana (2012)
- La familia Mata (2009)
- Hay alguien ahí (2010)
- Amar en tiempos revueltos, como Aurelia González (2012)
- El Príncipe, como Asunción "Asun" (2014)
- Vive cantando, como Elena Romero (2014)
- Retorno a Lilifor, como la exnovia de Mark, un episodio (2015)
- Buscando el norte, como Flor Trujillo de la Riva (2016)
- Pequeñas coincidencias, como Sofía (2018)
- Diarios de la cuarentena, como Bárbara (2020)
- Bosé, como Mercedes Milá (2022)
- Cuéntame cómo pasó, como Inspectora de policía (2022)
- Muertos S.L., como Pilar Torregrosa (2024)

### Largometrajes
- Si yo fuera rico de Álvaro Fernández Armero (2019)
- La tribu de Fernando Colomo (2018)
- Sin rodeos de Santiago Segura (2018)
- Barcelona, noche de invierno de Dani de la Orden (2015)
- Sexo fácil, películas tristes de Alejo Flah (2014)
- 3 bodas de más de Javier Ruiz Caldera (2013)
- Los amantes pasajeros de Pedro Almodóvar (2013)
- Barcelona, noche de verano de Dani de la Orden (2013)
- Ilusión de Daniel Castro (2013)
- Pagafantas de Borja Cobeaga (2009)
- Sangre de mayo de José Luis Garci (2008)

### Cortometrajes
- La mesa baila como Patri, dirigido por Brays Efe

### Teatro
- Platonov de Juan Carlos Corazza
- El jardín de los cerezos bajo el título El huerto de guindos de Raúl Tejón
- Neutrex de Leticia Dolera
- All about Mari Carmen de Borja Cobeaga
- Swingers de Paco Caballero
- Super Pussies de Borja Crespo y Miguel Ángel Martín
- En Blanco de Eva Pallarés

## Premios y nominaciones
Candidata a mejor actriz de reparto en la primera edición de los Premios Feroz junto a Rossy de Palma; Verónica Echegui; Natalia de Molina y Terele Pávez.
Premio a la mejor interpretación de reparto de la séptima temporada de Amar en tiempos revueltos.
Premio AISGE a la Mejor Interpretación Femenina Versión Española-SGAE.
Premio Premio a la mejor interpretación femenina "Fotofilmcalella 2007".
Premio a la mejor interpretación femenina "Cinemalaga 2006".
Premio a la mejor interpretación femenina "Escorto 2006".